# 艾爾斯伯里聯足球會
艾爾斯伯里聯足球會（Aylesbury United)是一支位於英格蘭牛津泰姆的職業足球會，目前於英格蘭足球南部聯賽甲組中角逐。

## 外部連結
- Aylesbury United Official Website （页面存档备份，存于）